# فابیو گاریبا
فابیو گاریبا (ایتالیایی: Fabio Garriba؛ ‏ ۱۳ نوامبر ۱۹۴۴ – ۹ اوت ۲۰۱۶) بازیگر اهل ایتالیا بود.
از فیلم‌هایی که وی در آن نقش داشته‌است، می‌توان به چه زیباست برناردا، سراپا شبدیز، سراپا پرحرارت، آن سن شیطنت و هوسبازی، ۱۹۰۰ و تراس اشاره کرد.